# Carl Brown (calciatore)
Carl Brown (Kingston, 30 ottobre 1950) è un allenatore di calcio ed ex calciatore giamaicano, di ruolo difensore.

## Biografia
Suo fratello era Les, anch'egli calciatore dei Boys' Town e della nazionale giamaicana.

## Carriera

### Giocatore

#### Club
Ha giocato dal 1968 al 1981 nel Boys' Town.

#### Nazionale
Ha debuttato in Nazionale nel 1970.

### Allenatore
È stato commissario tecnico della Nazionale giamaicana dal 1983 al 1986, dal 1990 al 1994, dal 2001 al 2004 e nel 2006. Ha guidato la Nazionale giamaicana alla CONCACAF Gold Cup 1991, alla CONCACAF Gold Cup 1993 e alla CONCACAF Gold Cup 2003. Nel 2007 è stato nominato commissario tecnico della Nazionale caymaniana.